# Aggregata portunidarum
Aggregata portunidarum is een soort in de taxonomische indeling van de Myzozoa, een stam van microscopische parasitaire dieren. Het organisme komt uit het geslacht Aggregata en behoort tot de familie Aggregatidae. Aggregata portunidarum werd in 1885 ontdekt door Frenzel.